# Quand ils sont venus chercher...
Quand ils sont venus chercher… est une citation du pasteur Martin Niemöller (1892–1984) sur la lâcheté des intellectuels allemands au moment de l'accession des nazis au pouvoir et des purges qui ont alors visé leurs ennemis, un groupe après l'autre.
De nombreuses variations et adaptations dans l'esprit de l'original ont été publiées dans différentes langues.

## Texte
Le discours s'est fait connaître avant tout sous la forme de poèmes qui ont commencé à circuler dans les années 1950.
La version suivante est une de celles reconnues comme définitives par la Fondation Martin Niemöller :
« 
Quand les nazis sont venus chercher les communistes, je n’ai rien dit, je n’étais pas communiste.
Quand ils ont enfermé les sociaux-démocrates, je n’ai rien dit, je n’étais pas social-démocrate.
Quand ils sont venus chercher les syndicalistes, je n’ai rien dit, je n’étais pas syndicaliste.
Quand ils sont venus me chercher, il ne restait plus personne pour protester.
 »
Le musée du Mémorial de l'Holocauste des États-Unis cite la version suivante :
Niemöller a créé plusieurs versions du texte pendant sa carrière. Les discours les plus anciens, écrits en 1946, mentionnent les communistes, les patients incurables, les juifs ou les Témoins de Jéhovah, et les civils des pays occupés par le IIIe Reich. Dans chaque version, l'impact va crescendo, partant du groupe le plus éloigné de l’auteur pour arriver au plus proche, et aboutir finalement à lui-même, en tant que critique désormais déclaré du nazisme. Dans son discours devant l'Église confessante du 6 janvier 1946, Niemöller mentionne explicitement le cardinal « qui se soucie d'eux ».
Ce discours est traduit et publié en anglais en 1947, mais est plus tard retiré quand des allégations émergent selon lesquelles Niemöller aurait été l'un des premiers soutiens des nazis. Les « malades, les prétendus incurables » ont été tués par l'Aktion T4. Une version du discours donnée en 1955, mentionnée dans une entrevue d'un professeur qui cite Niemöller, liste les communistes, les socialistes, les écoles, les Juifs, la presse et l'Église. Une version américaine, donnée par un membre du Congrès en 1968, mentionne de façon anachronique les industriels, qui n'ont jamais été persécutés par les nazis, et omet les communistes.
En 1976, Niemöller répond lors d'une interview à une question sur l'origine du poème,.

## Auteur

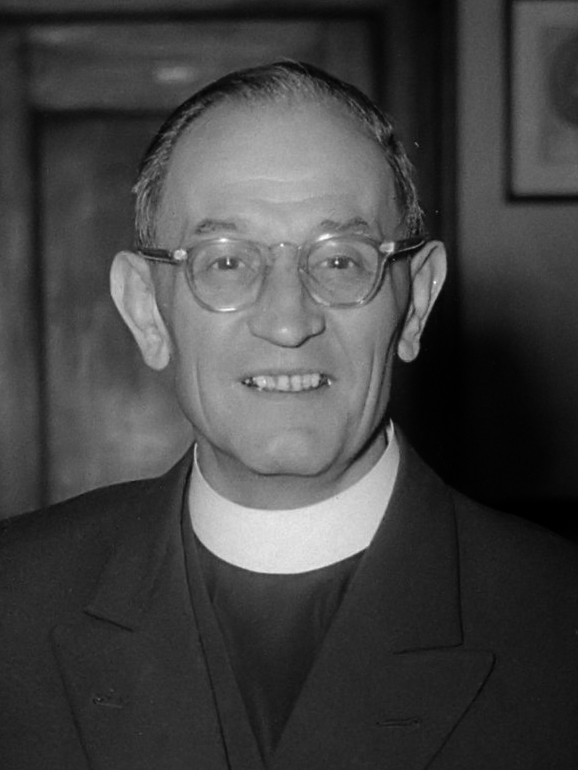
Niemöller en mai 1952.

Martin Niemöller était un pasteur luthérien allemand et un théologien, né en 1892 à Lippstadt. Niemöller était anti-communiste et a initialement soutenu l'accession au pouvoir d'Adolf Hitler. Il se désillusionne avec les propos d'Hitler sur la suprématie de l'État sur la religion, et finit par diriger un groupe de religieux opposants au régime. En 1937, il est arrêté. Le 2 mars 1938, il est condamné à 7 mois de forteresse (purgés par la prison préventive) et deux amendes de 500 et 1 500 reichsmarks. Enfermé aux camps de concentration d'Oranienbourg-Sachsenhausen et Dachau. Il est libéré en 1945 par les Alliés. Il continue sa carrière de pasteur en Allemagne et devient l'une des voix prépondérantes pour la repentance et la réconciliation après la Seconde Guerre mondiale. Sa déclaration, parfois présentée sous forme de poème, est fréquemment citée pour dénoncer les dangers de l'apathie politique[réf. nécessaire].

## Origine
La déclaration est publiée en 1955 dans le livre de Milton Mayer (en) They Thought They Were Free, basé sur des interviews conduites en Allemagne plusieurs années auparavant. La citation circule dans les milieux activistes des droits civiques et parmi les enseignants aux États-Unis à la fin des années 1950. La recherche en retrace l'origine à plusieurs discours donnés par Niemöller en 1946.
Néanmoins la formulation demeure controversée, tant pour sa provenance que pour sa substance et pour l'ordre dans lequel les groupes sont listés dans différentes versions. Bien que les discours publiés par Niemöller en 1946 mentionnent les communistes, les malades incurables et les Juifs ou les Témoins de Jéhovah (selon le discours précis), et les populations des pays occupés, une paraphrase d'un professeur allemand dans une interview liste les communistes, les socialistes, les « écoles, la presse, les Juifs et ainsi de suite », et finit par « l'Église ». Sur la base des explications données par Niemöller lui-même en 1976, on sait que cela fait référence à l'Église protestante allemande (Evangelische), et non à l'Église catholique allemande.
Dans l'édition de novembre 2001 de First Things, Richard John Neuhaus affirme que lorsqu'« on lui a demandé en 1971 quelle était la version correcte de la citation, Niemöller a dit qu'il ne savait plus très bien quand il avait prononcé ces fameuses paroles, mais que si on insiste pour les citer, il préfère une version qui mentionne les "communistes, les syndicalistes, les Juifs" et "moi" ». L'historien Harold Marcuse (en) n'a toutefois pas pu vérifier l'interview en question ; à la place, il trouve une interview de 1976 où Niemöller se réfère à une discussion tenue en 1974 avec l'évêque général de l'Église luthérienne slovaque.

## Utilisation

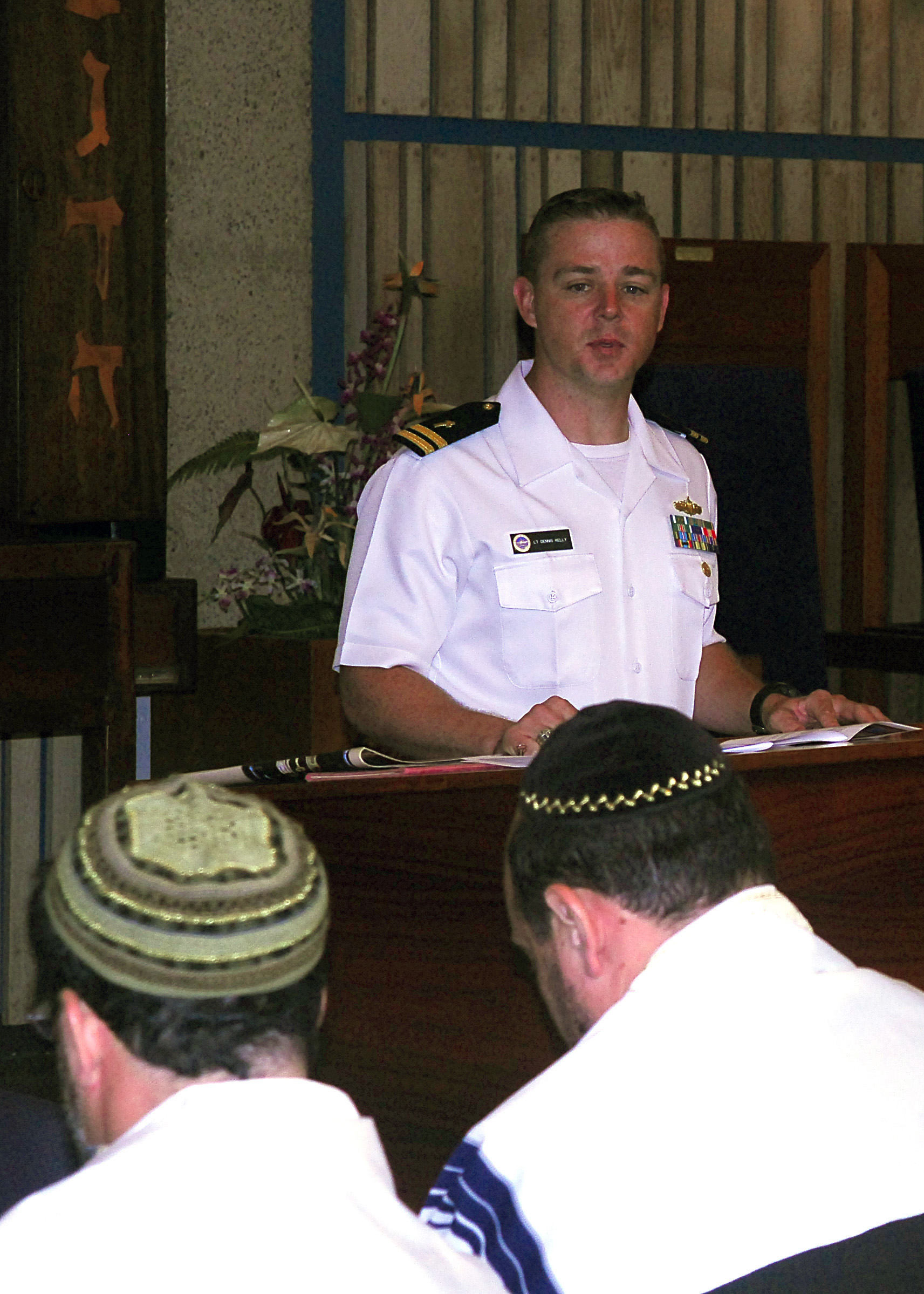
Le lieutenant Dennis Kelly lit un extrait du poème de Martin Niemöller pendant une cérémonie religieuse en mémoire des victimes de l'Holocauste, le 27 avril 2009.

Le musée du Mémorial de l'Holocauste des États-Unis à Washington affiche la citation en substituant « Socialists » à « Communists ». Le site Internet du musée comporte une discussion sur l'histoire de la citation.
Une version de la déclaration était affichée au mémorial de l'Holocauste Yad Vashem à Jérusalem mais n'a jamais été remplacée après la construction du nouveau musée. Elle figure aussi au musée de l'Holocauste de Virginie, à Richmond ; au mémorial de l'Holocauste à Boston ; et au musée de l'Holocauste de Floride à St. Petersburg. Le poème, citant les communistes, les syndicalistes et les juifs, est également affiché au Mémorial des Justes, dans la forêt de Ripaille à Thonon-les-Bains.